# Tjelovek, kotoryj znal vsjo
Tjelovek, kotoryj znal vsjo (russisk: Человек, который знал всё) er en russisk spillefilm fra 2009 af Vladimir Mirzojev.

## Medvirkende
- Jegor Berojev som Aleksandr Bezukladnikov
- Jekaterina Guseva som Irina
- Jegor Pazenko som Sergej Nemtjenko
- Tatjana Ljutajeva som Raisa Aleksejevna
- Maksim Sukhanov som Nikolaj Sjimkevitj